# ۴ (فیلم ۲۰۰۴)
۴ فیلمی از سینمای روسیه و به زبان روسی است. این فیلم به نویسندگی ولادیمیر سوروکین است. این فیلم ۱۲۵ دقیقه‌ای در سال ۲۰۰۴ منتشر شد.

## جوایز
این فیلم موفق شد برنده تندیس ببر در سی و چهارمین جشنواره بین‌المللی فیلم روتردام در سال ۲۰۰۵ شود.